# Gamasellus morogoroensis
Gamasellus morogoroensis är en spindeldjursart som beskrevs av Hurlbutt 1979. Gamasellus morogoroensis ingår i släktet Gamasellus och familjen Ologamasidae. Inga underarter finns listade i Catalogue of Life.